# 新島ガラス

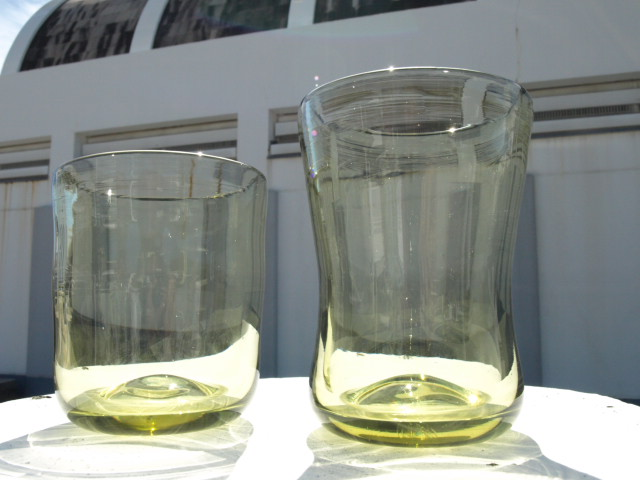
新島ガラス

新島ガラス（にいじまガラス）は、東京都新島村で製造されるガラスおよびその加工品。独特のオリーブグリーン色を特色とする。
新島は伊豆諸島に属する島であり、島の中部以南は抗火石（コーガ石とも）というガラス質の鉱物が主体になって構成されている。このコーガ石を原料に製造されているのが新島ガラスである。コーガ石を用いるのは新島ガラスが世界で唯一である。
ガラスの主な用途は置物や花器等の土産品が主体である。また、東京都大島支庁新島出張所及および東京都島しょ保健所大島出張所新島支所の合同庁舎正面には新島ガラスで作られた大型銘板がはめられている。